# Зернь (игра)
Зернь — азартная игра в небольшие косточки с белой и чёрной сторонами, особенно распространённая в России в XVI и XVII столетиях, а также именование самих косточек. Выигрыш определялся тем, какой стороной упадут брошенные косточки; искусники умели всегда бросать так, что они падали той стороной, какой им хотелось. Эта игра считалась предосудительной: в наказах воеводам предписывалось наказывать занимающихся ею, а саму зернь велено отбирать и сжигать. Однажды только, в Сибири, в 1667 году, зернь вместе с картами была отдана на откуп (обложена налогом).